# InCulto
InCulto – litewski zespół muzyczny założony w 2003 roku w Wilnie przez Jurgisa Didžiulisa.
W maju 2010 roku zespół reprezentował Litwę podczas 55. Konkursu Piosenki Eurowizji organizowanego w Oslo. W listopadzie tego samego roku grupa ogłosiła zawieszenie działalności.

## Historia
Zespół InCulto powstał dzięki inicjatywie Jurgisa Didžiulisa, litewskiego piosenkarza urodzonego w Kolumbii. W 2004 roku grupa nagrała i wydała swój debiutancki album zatytułowany PostSovPop.
W 2006 roku muzycy wzięli udział w krajowych eliminacjach eurowizyjnych z utworem „Welcome”. W lutym wystąpili podczas drugiego półfinału selekcji i awansowali do finału, w którym zajęli ostatecznie drugie miejsce w wyniku głosowaniA telewidzów. W tym samym roku otrzymali nominację do Europejskiej Nagrody Muzycznej MTV dla najlepszego bałtyckiego wykonawcy.
W 2007 roku ukazała się druga płyta studyjna zespołu zatytułowana Marijos žemės superhitai. Na początku 2010 roku zespół ponownie wziął udział w krajowych eliminacjach eurowizyjnych, tym razem z utworem „Eastern European Funk”. Pod koniec lutego grupa wystąpiła w trzecim półfinale selekcji i awansowała do finału, który ostatecznie wygrała na początku marca po zdobyciu największego poparcia jurorów oraz telewidzów, dzięki czemu została wybrana na reprezentanta Litwy podczas 55. Konkursu Piosenki Eurowizji organizowanego w Oslo. 27 maja zespół wystąpił w drugim półfinale konkursu i zajął 12. miejsce z dorobkiem 44 punktów, przez co nie zakwalifikował się do finału. W listopadzie tego samego roku grupa ogłosiła zawieszenie swojej działalności, zaś w grudniu ukazała się ich ostatnia płyta zatytułowana Closer Than You Think.

## Dyskografia

### Albumy studyjne
| Rok  | Tytuł                    |
| ---- | ------------------------ |
| 2004 | PostSovPop               |
| 2007 | Marijos žemės superhitai |
| 2010 | Closer Than You Think    |

### Single
| Rok  | Tytuł                                     | Album                    |
| ---- | ----------------------------------------- | ------------------------ |
| 2004 | „Jei labai nori” (z Linasem Karaliusem)   | PostSovPop               |
| 2004 | „Suk, suk ratelį”                         | PostSovPop               |
| 2005 | „Boogaloo”                                | PostSovPop               |
| 2006 | „Welcome”                                 | Marijos žemės superhitai |
| 2007 | „Reikia bandyt” (z Ericą Jennings)        | Marijos žemės superhitai |
| 2007 | „Pasiilgau namų” (z Andriusem Rimiškisem) | Marijos žemės superhitai |
| 2010 | „Eastern European Funk”                   | Closer Than You Think    |

## Nagrody i wyróżnienia
| Rok  | Nagroda                         | Kategoria                    | Rezultat  |
| ---- | ------------------------------- | ---------------------------- | --------- |
| 2004 | Bravo Music Awards              | Najnowsze odkrycie roku      | Wygrana   |
| 2005 | Bravo Music Awards              | Najlepszy zespół             | Wygrana   |
| 2005 | Radiocentras Music Awards       | Alternatywne odkrycie roku   | Wygrana   |
| 2006 | Europejska Nagroda Muzyczna MTV | Najlepszy bałtycki wykonawca | Nominacja |